# Млађи судија
Млађи судија (енгл. Puisne Justice; фр. Juge puîné) је термин који се у Канади употребљава за све оне судије које нису предсједници судова (главне судије). Млађе судије постоје у провинцијским судовима и у Врховном суду Канаде.
Тај термин се такође користи и у земљама с правним системом општег права — Енглеској, Аустралији, Шри Ланки и донедавно у Хонгконгу. У свим тим земљама, као и у Канади, термин се користи највише ради означавања судија у врховном суду или високим судовима, а за ниже судове рјеђе.
У другим земљама, та дужност се назива просто „судија“.